# Leonel Gutiérrez Tamayo
Leonel Gutiérrez Tamayo (San Pedro de los Milagros, 27 de diciembre de 1939-Bello, 1 de septiembre de 2021) fue un pintor hierático, escultor y pesebrista colombiano. Se caracterizó principalmente por la creación de obras religiosas obteniendo en múltiples ocasiones el reconocimiento por su labor como artista, incluyendo la entrega de la Orden al Mérito Cívico "Josefina de Oro" en el año 2009 otorgada por la Administración de su municipio natal.  Muchas de sus obras residen en numerosos templos católicos, colecciones privadas y espacios administrativos y culturales como la "Choza" de Marco Fidel Suárez ubicada en el municipio de Bello, Antioquia. 

## Biografía
Nacido el 27 de diciembre de 1939 en el municipio de San Pedro de los Milagros, situado en el departamento de Antioquia.   Nació del matrimonio de  Gregorio Nacianceno Gutiérrez y Rosa Antonia Tamayo en el que se tuvieron 9 hijos de los cuales el artista fue el menor.   
A los 30 años se radicó en Bello y comenzó a trabajar como dibujante textil en la Fábrica de Hilados y Tejidos del Hato (Fabricato) donde permaneció durante 28 años.  El sentido estético y artístico de la vida lo aprendió principalmente de su padre Gregorio Gutiérrez, quien le enseñó la talla ornamental en madera y pintura.
Por influencia del maestro Alfonso Góez inició sus estudios de artes en el Palacio de Bellas Artes de Medellín del cual fue egresado en 1973.  Allí tuvo la oportunidad de compartir el trabajo con distinguidos artistas como Guillermo Escobar, Eladio Pizarro y Julio Restrepo David, Ruben Crespo y José Cárdenas Villa.
En la pintura subtemática se caracterizó por los óleos y paisajes.  Realizó muestras de su trabajo en las principales ciudades del país y posteriormente se dedicó a producir pinturas de temas religiosos para la Iglesia de Nuestra Señora del Rosario de Bello.   En el año de 1985 realizó el mural de la Alcaldía de Bello, con pinturas de esmalte y donde recrea imágenes de la fundación de Hatoviejo por Gaspar de Rodas, de Marco Fidel Suárez y la actividad que identifica al municipio, los telares y las telas. 
Algunas de sus obras en sitios públicos residen en el Palacio Municipal de Bello, Templo de San Pedro de los Milagros  , la Iglesia del Rosario y la parroquia de la Preciosa Sangre dentro de las cuales se pueden apreciar Los bodegones, Círculos que simbolizan el rosario, La cena, Los floreros y las flores, El mar y las olas, El indígena que talla y La mujer que lee en el alba.

## Reconocimientos
- 1985, Municipio de Bello.  Orden al mérito Artístico.  Decreto extraordinario No. 001 del 23 de octubre de 1985.
- 2009, Municipio de San Pedro de los Milagros.  Orden al mérito cívico en la categoría "Josefina de Oro".  Resolución n.º 220
- 2012, Municipio de Bello.  Homenaje al maestro Leonel Gutiérrez.  Salón Municipal de Artes Visuales "Fabián Rendón"

## Obras (Pesebres)

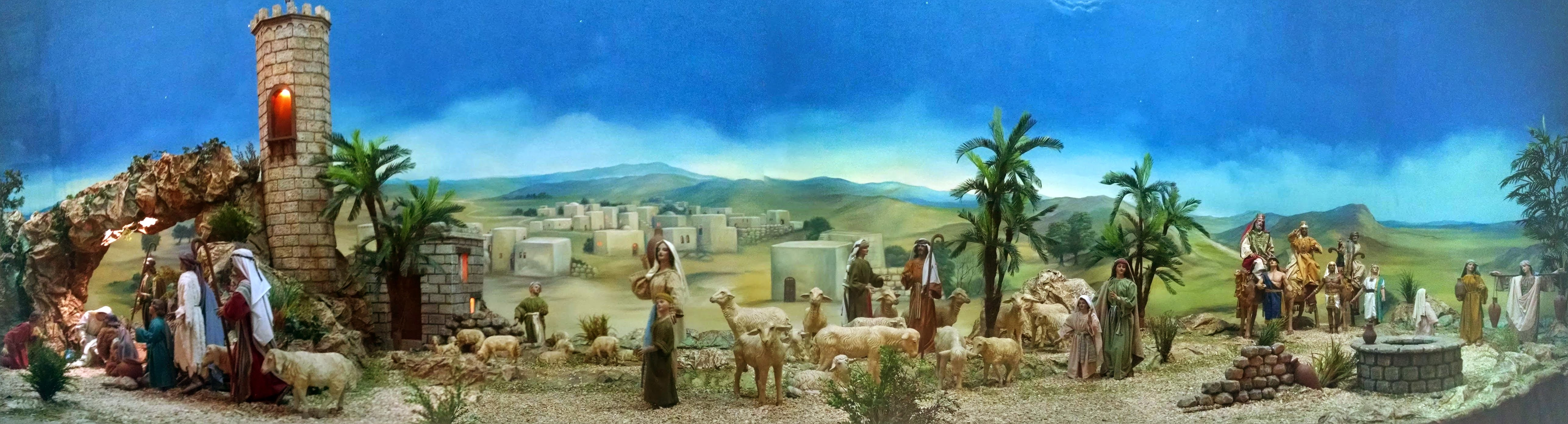
no

## Obras (Pintura al óleo)
|  |  |  |
|  |  |  |
|  |  |  |
|  |  |  |
|  |  |  |